# Picco Karl Marx
Il Picco Karl Marx (in russo: Пик Карла Маркса; in tajik: Қуллаи Карл Маркс) si erge a 6.723 metri s. l. m. nella catena montuosa di Shakhdara, sulle montagne del Pamir, nella parte sudoccidentale della Regione Autonoma di Gorno-Badachshan del Tagikistan, a nord del fiume Panj e del confine con l'Afghanistan. È stato così chiamato in onore del filosofo tedesco Karl Marx, le cui teorie sono state alla base del comunismo e del socialismo. È la vetta più alta della catena di Shakhdara e fu scoperta nel 1937 dal geologo ed esploratore sovietico Sergej Klunnikov. La sua scalata fu ritardata dall'insorgere della seconda guerra mondiale e avvenne per la prima volta nel 1946 per opera di un gruppo di alpinisti sovietici guidati da Evgenij Andrianovič Beleckij.